# Ель-Катіф
Ель-Катіф (араб. القطيف) — місто в провінції Еш-Шаркійя Саудівської Аравії. Розташоване на західному березі Перської затоки, на висоті 8 м над рівнем моря. На північ від Ель-Катіфа знаходяться міста Рас-Таннура і Джубаїль, на південь — Даммам, на схід — Перська затока і на захід — міжнародний аеропорт імені короля Фахда. До складу міського округу входять сам Ель-Катіф, а також ряд невеликих містечок і сіл. Населення самого міста — 97765 чоловік (за оцінкою 2010 року).

## Історія
Судячи з даних археологічних розкопок, оази Ель-Катіфа був заселений людьми ще за 3500 років до нашої ери. Протягом століть місто називалося Ель-Хатт, під цим ім'ям його оспівували такі арабські поети, як Антара ібн Шаддад, Тарафа, Башшар ібн Бурд та інші. Стародавні греки називали місто — Катеус.
Ель-Катіф протягом довгого часу розвивався як торговий порт на березі Перської затоки. В 899 році Ель-Катіф і Ель-Хасу захопили кармати. Тут вони проголосили свою незалежність від місцевих правителів. В 988 році місто піддався набігу з боку Буїдів. З 1071 по 1253 рік місто перебувало під владою правителів з сусіднього міста Ель-Хаси (на його місці зараз знаходиться Ель-Хуфуф). Приблизно в середині XIII століття Ель-Катіф перетворився на найбільший і важливий за значенням порт на західному узбережжі Перської затоки, перевершивши за значимістю такий порт, як Укайр і ставши столицею династії Усфуридів. В 1331 році це місце відвідав знаменитий мандрівник Ібн Батута, який окреслив Ель-Катіф як велике і процвітаюче місто, населене арабськими племенами, які є, за його словами, войовничими шиїтами (одна з течій в ісламі).
В 1440 році влада перейшла до бедуїнської династії Джабридів. В 1515 році португальці захопили Ормуз, а через п'ять років розграбували Ель-Катіф, убивши місцевого правителя Мукріба ібн Заміля. Португальці вторглися на Бахрейн і встановили там своє правління, що тривало 80 років. Потім, у 1524 році, на Ель-Катіф поширили свою владу правителі Басри, але, у кінцевому рахунку, в 1549 році весь регіон повністю перейшов під управління Османської імперії. Турки побудували фортеці в Ель-Катіфі і Ель-Хасі, проте вигнати португальців з острова Бахрейн так і не змогли.
В 1680 році регіон був захоплений Хумейдами з Бані Халіда (конфедерація арабських племен в центральній і східній Аравії); але в 1790 році вони поступилися своєю владою Першій Саудівській державі внаслідок битви, що відбулася південніше Ель-Катіфа. Однак в 1818 році в результаті османсько-саудівської війни Перша Саудівська держава перестала існувати, а Ель-Хуфуф і навколишні землі були захоплені загонами єгиптян під командуванням Ібрагіма-паші. Хумейди повернули свою владу над Ель-Катіфом, поки не були остаточно розбиті військами Другої Саудівської держави, на основі якої була створена сучасна Саудівська Аравія. Хоча турки повернули собі контроль над цим регіоном в 1871 році, але в 1913 році Східна провінція остаточно перейшла в руки саудитів.
2 січня 2016 року в місто були введені війська для придушення масових протестів, що спалахнули серед місцевих шиїтів у зв'язку зі стратою шиїтського проповідника Німра ан-Німра.

## Клімат
Клімат в Ель-Катіфі континентальний, жаркий — влітку температура досягає +49 °С, а вологість — 75 %. Взимку температура коливається в межах + 2…+18 °С.

## Економіка
Ель-Катіф розташований в оазі, на території якої виростають пальмові дерева. Головним багатством міста є не плоди і деревина пальм, а нафта. Недалеко від міста знаходиться родовище нафти Катіф. Після відкриття родовищ нафти в регіон прийшло багато нафтовидобувних компаній, найбільша з яких — Saudi Aramco. Також місто є привабливим місцем для туристів.